# Есдаулет, Улыкбек Оразбаевич
Улыкбек Есдаулет (Улугбек Есдаулетов; каз. Ұлықбек Оразбайұлы Есдәулет; род. 1954) — казахский поэт, журналист и редактор. Заслуженный деятель Казахстана (2013), лауреат Государственной премии Республики Казахстан в области литература и искусства (2002). 
Председатель Союза Писателей Республики Казахстан (с 12 марта 2018 года). 

## Биография
Происходит из казахского племени Найман.
Улыкбек Есдаулет родился 29 апреля 1954 года в селе Улкен Каратал Зайсанского района на юго-востоке Восточно-Казахстанской области КазССР. По окончании школы поступил в Казахстанский государственный университет, который успешно окончил в 1977 году. Позднее окончил и Высшие литературные курсы при Московском Литературном институте (1985). Владеет казахским, русским и турецкими языками.
Первые стихи Улугбека Есдаулетова были напечатаны в поэтических сборниках «Канат как ты», «Коздерще рашыкпын» (1974). 
С 1979 по 1983 год являлся литературным сотрудником в газете «Казахстанский пионер» (ныне «Ұлан»); редактор в издательстве «Жазушы».
С 1985 по 1986 год Улыкбек Есдаулет был редактором молодежной редакции Казахского телевидения. В 1986 году он стал лауреатом Премии Ленинского комсомола.
В 1988—1991 гг. Улыкбек Есдаулет занимал пост секретаря Союза Писателей Казахстана.
В 1991—1993 гг. — главный редактор газеты «Жас казак».
С 1993 по 2001 год Улыкбек Есдаулет ведущий специалист в Министерстве иностранных дел Казахстана, в Департаменте развития языков Министерства культуры, информации и общественного согласия; с 2001 заведующий сектором культуры при правительстве Республики Казахстан. 
В 2002 году Улыкбек Есдаулет удостоен Государственной премии Республики Казахстан.
С 2002 по 2008 год У. Есдаулет являлся главным редактором газеты «Қазақ әдебиеті»; с 2008 года занял ту же должность в литературном журнале «Жұлдыз».
С 12 марта 2018 года Председатель правления Союза Писателей Казахстана.
Предложил, на прошедшем в конце октября 2019 года форуме, посвященном проблемам «выживаемости» казахского языка в условиях глобализации, обучать русскому языку, как иностранному, учеников  всех национальностей в Казахстане . 

## Книги
- «Қанат қақты» (1974),
- «Жұлдыз жарығы» (1977),
- «Алтайдың алтын тамыры» (1979),
- «Ұлыстың ұлы күні» (1982),
- «Ақ керуен» (1985),
- «Жаратылыс» (1989),
- «Жүректегі жарылыстар» (1995),
- «Заман-ай» (1999),
- «Киіз кітап» (2001),
- «Қара пима» (2006),
- «Ынтық зар» (2010),
- сборник эссе «Әбілхаят» (2011),
- избранника в двух томах (2006),
- собрания сочинений в 6 томах на казахском языке (2006-2011),
- «Перевалы Алтая» (1988)
- «Ахиллесова пята» (2002).

## Награды и звания
- 1986 — Премия Ленинского комсомола Казахстана за книгу «Ақ керуен»;
- 2000 — Международная литературная премия «Алаш» Союза писателей Казахстана;
- 2001 — Указом президента РК награждён орденом «Курмет»;
- 2002 — Государственная премия Республики Казахстан в области литература и искусства за книгу «Киіз кітап»;
- 2013 — присвоено почётное звание «Қазақстанның еңбек сіңірген қайраткері» (Заслуженный деятель Казахстана);
- 2021 (2 декабря) — Указом президента РК награждён орденом «Барыс» 3 степени — за большой вклад в национальную литературу и активность в общественно-политической жизни.;
- Награждён благодарственным письмом Президента Республики Казахстан;
- Награждён правительственными и юбилейными медалями Республики Казахстан;
- Лауреат премии «Алтын Жулдыз» Казахстанской Академии журналистики, академик Академии журналистики РК;